# Птахокрилка королеви Олександри
Птахокрилка королеви Олександри (Ornithoptera alexandrae) — вид денних метеликів родини Косатцеві (Papilionidae). Вид є найбільшим денним метеликом у світі.

## Назва
Метелик названий на честь данської королеви Олександри (1844—1925).

## Поширення
Ареал проживання обмежений: окремі ділянки вологих тропічних лісів в долині Попондетта (Папуа Нова Гвінея). Тільки там зустрічається Аристолохія Дільса — єдина рослина з родини хвилівникових, на яку самиці Олександри відкладають яйця. Раніше цей метелик зустрічався ще і в горах — в північній частині хребта Оуена-Стенлі.

## Опис
Самиця значно відрізняється від самця. Вона значно більша: розмах її величезних крил досягає 273 мм (важить 12 г) — це більше, ніж у будь-якого іншого денного метелика. А ось в яскравості та красі вона поступається самцю: на її широких темно-бурих крилах розкинувся світлий орнамент з кремових і жовтих «мазків» різної форми. Своєрідний малюнок нижньої сторони крил з контрастним широким затемненням вздовж жилок дозволяє відразу відрізнити самку птахокрилки королеви Олександри від інших видів птахокрилів.
Гусениця у цього виду метеликів бархатисто-чорна з поздовжньою кремовою смужкою досягає в довжину 12 см, а лялечка — 9 см (при діаметрі 8 см).

## Спосіб життя
Гусениця птахокрилки королеви Олександри, як і інших орнітоптер, харчується листям різних видів ліани аристолохії родини хвилівникові, тому іноді цих метеликів називають птахокрилками аристолохії. Метелики живуть близько трьох місяців. У виборі рослини для відкладання яєць метелик на рідкість вибагливий, тоді як гусениці не настільки розбірливі. Дослідження показали, що вони можуть харчуватися і листям інших кирказонових рослин. Повний цикл розвитку від яйця до метелика займає понад чотири місяці.
Природних ворогів у цієї орнітоптери мало. Набагато більшу загрозу для виду являє вирубка лісів і плантації кокосових пальм, какао і каучукових дерев, які замінюють їхні природні місця проживання.